# Baschurch
Baschurch est une paroisse civile et un village du Shropshire, en Angleterre.

## Personnages célèbres
- Benjamin Zephaniah, un étudiant à Boreatton Park Approved School en Baschurch.